# Caltha leptosepala
Caltha leptosepala är en ranunkelväxtart. Caltha leptosepala ingår i släktet kabblekor, och familjen ranunkelväxter.

## Underarter
Arten delas in i följande underarter:
- C. l. howellii
- C. l. leptosepala
- C. l. sulfurea

## Bildgalleri

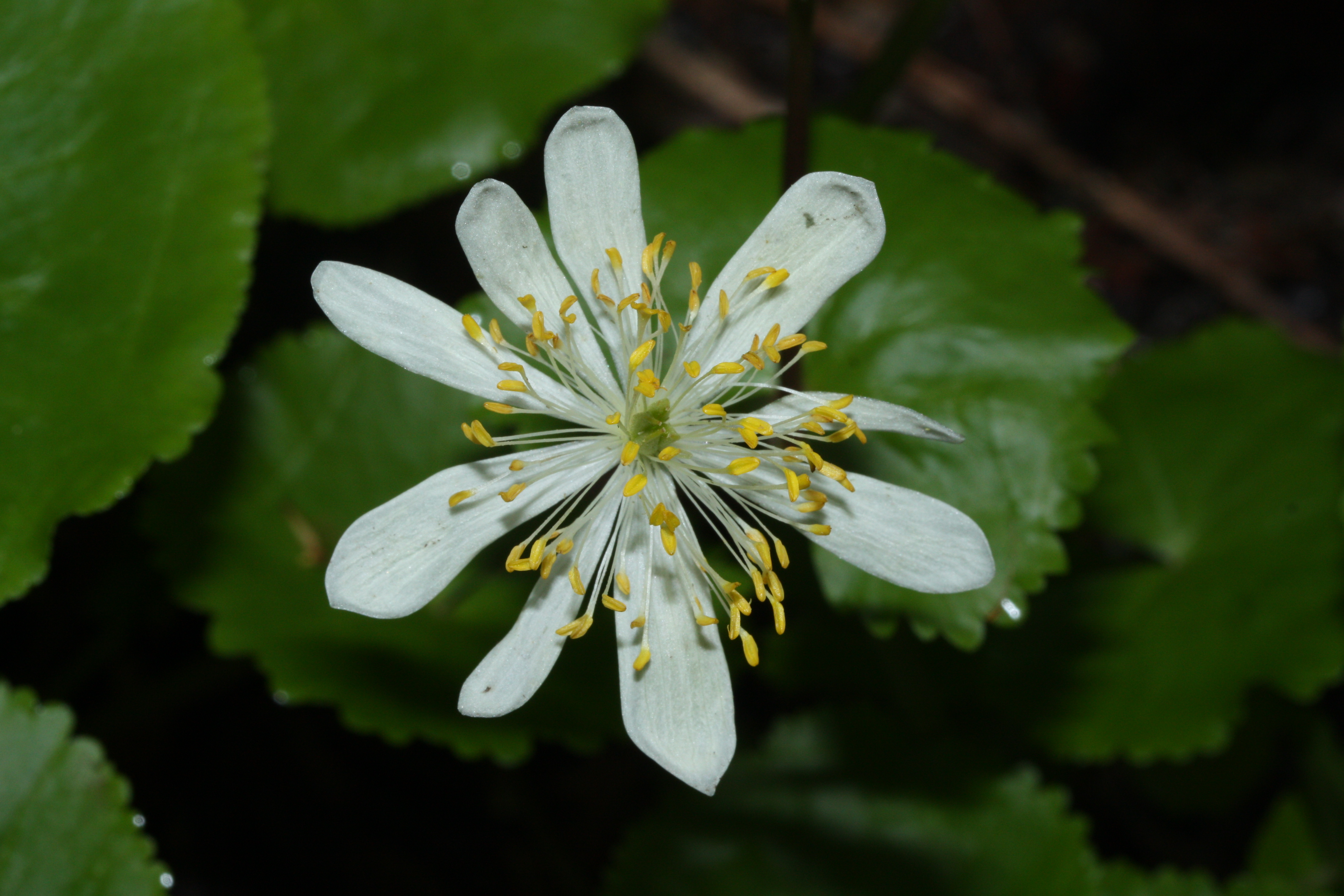